# Golman Pierre
Golman Pierre (21 de fevereiro de 1971) é um ex-futebolista haitiano que atuava como atacante. Jogou em toda a sua carreira na liga de futebol do Haiti, e é considerado um dos melhores atacantes da história do país. Sua estréia na Seleção Haitiana de Futebol foi em 1996.
É o maior artilheiro da Seleção Haitiana de Futebol  com 23 gols.